# 악마들
《악마들》은 2023년에 개봉한 대한민국의 영화이다.

## 줄거리
검거의 순간 서로의 영혼이 바뀐 희대의 살인마 ‘진혁’과 형사 ‘재환’, 둘의 대결을 그린 바디체인지 액션 스릴러.

## 캐스팅
(†) 표시는 영화 상에서 최종적으로 사망한 인물이다.

### 주연
- 장동윤 → 오대환 : 차진혁 역 - 본작의 메인 주인공이자 메인 빌런 및 진 최종 보스. 사이코패스 연쇄살인마.
- 오대환 → 장동윤 : 최재환 역 - 본작의 진 주인공. 서울경찰서 광역수사대 강력2팀 형사.
- 최귀화 : 팀장 역 - 본작의 서브 주인공. 서울경찰서 광역수사대 강력2팀장.
- 장재호 : 김민성 역(†) - 서울경찰서 광역수사대 강력2팀 형사.

### 그 외
- 손종학 : 이재철 역 - 사이코패스 살인마.
- 신승환 : 석만 역
- 윤병희 : 요한 역
- 김원해 : 기남 역[1] - 법의학자
- 김태겸 : 승현 역(†) - 광역수사대 형사. 재환의 매제.
- 신수연 : 최현아 역 - 최재환의 딸.
- 이상원 : 성진 역
- 지남혁 : 정우 역
- 왕지혜 : 진숙 역
- 황보라 : 미선 역

## 참고 사항
- 초기 제목은 애프터였으나 악마들로 변경되었다.
- 장동윤, 최귀화, 장재호, 손종학, 신승환은 영화 《늑대사냥》 이후로 2개월만에 복귀하는 작품이며 캐스팅 되었다.
- 오대환과 최귀화는 SBS 토요드라마 《너를 노린다》 이후로 9개월만에 재회하여 캐스팅 되었다.
- 오대환과 신승환은 영화 《베테랑》 이후로 9개월만에 재회하여 캐스팅 되었다.
- 최귀화와 윤병희는 영화 《범죄도시 2》 이후로 2개월만에 재회하는 작품이다.